# مصائد الحشرات

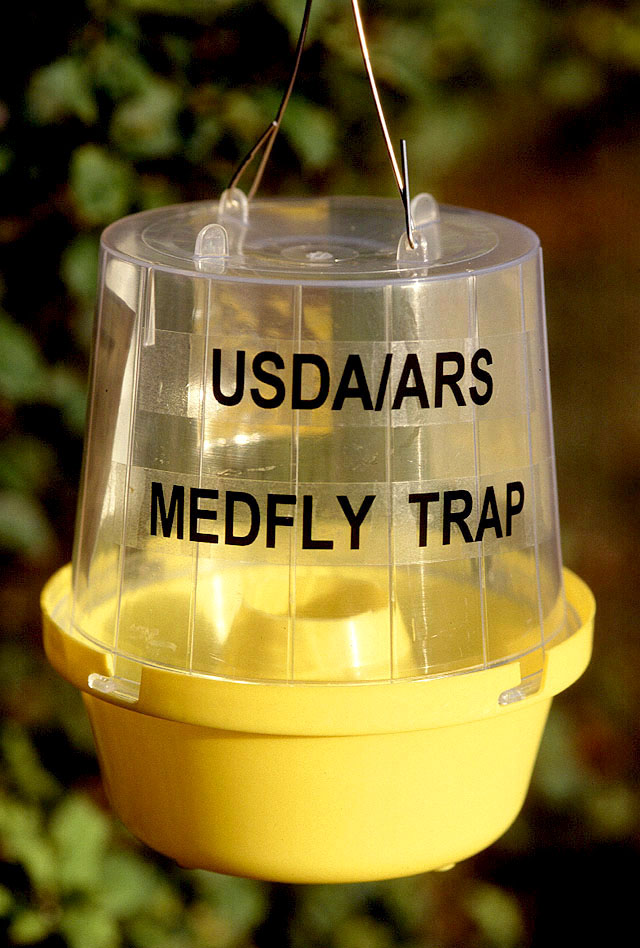

تُستخدم مصائِد الحشرات لرصد أو لتقليل أعداد الحشرات والمفصليات بشكلٍ مباشرٍ. حيث تُستخدم عادةً علي هيئة طعوم مرئية أوكيماويات جاذبة أوفيرومونات وتُنصب بحيث لاتؤذي الحيوانات الأخرى أوالبشر أويتخلف عنها وجود بعض المتبقيات في الأطعمة والأعلاف. نَستغِل الضوء والألوان الزاهية والأشكال في عمل الطعوم المرئية لجَذب الآفات. وذلك لأن الكيماويات الجاذبة أوالفيرومونات قد تَجْذِب جِنس مُعين فقط. تُستخدم مصائِد الحشرات أحيانًا في برامج إِدارة الآفات بدلًا من المبيدات الحشرية ولكنها تُستخدم أكثر لدراسة وأيضًا لإِلقاء الضوء علي المواسم والنمط التوزيعي لإنتشارالآفات. وقد تُستخدم هذه المعلومات في مبادرات أخرى مَعْنية بإدارة الآفات.
فآلية تلك المصيدة أوالطُعوم أنها قد تُستخدم علي نطاق واسع، فالذباب والدبابير يَجذبها البروتين، وما يجذب البعوض والعديد من الحشرات الأخرى الألوان الزاهية وثاني أكسيد الكربون وحمض اللاكتيك والعطورالزهرية أوفينولات الفواكه وأيضًا المناخ الدافئ والرطوبة والفيرومونات الجاذبة الاصطناعية مثل ميثيل الأوجينول كمادة فعالة جدًا مع ذباب التيفريتيد.

## أنواع المصائِد
يوجد أشكال مختلفة لمصائِد الحشرات مِن حيثُ الشكل والحجم وطريقة البناء، لتعكس سلوك أوطريقة معيشة تلك الأجناس من الحشرات المُستهدفة في بيئتها.
إليكم بعض من تلك الأنواع الشائعة:
المصائِد الضوئية
المصائِد الضوئية ذات أوالتي بدونِ ضوء والتي نَسْتَخدم فيها الأشعة الفوق بنفسجية، تجذب حشرات مُعينة. حيثُ أَن مصادرالضوء تقوم علي مصابيح الفلورسنت أومصابيح بخارالزئبق أوالمصابيح السوداء أوالثنائيات الباعثة للضوء.  يختلف التصميم على حسب سلوك الحشرات التي يتم دراستها. تُستخدم المصائِد الضوئية علي نطاق واسع لحصرالعث الليلي. حيث يرجِع تأثر انتشار ووفرة تلك الأجناس من العث بعِدة عوامل منها درجة الحرارة ليلًا والرطوبة ونوع المصباح المستخدم. وأيضًا تنجذب الجنادب وبعض أنواع الخنافس إلى الضوء من المسافات البعيدة ولكن تنفر منه عند المسافات القصيرة. إن مصيدة فارو الضوئية لديها قاعدة كبيرة لكي تُمسك بالحشرات التي قد تطير بعيدًا عن المصائد الضوئية العادية. فالمصائد الضوئية بإمكانها أن تجذب الحشرات الطائرة والأرضية، والأضواء يمكن دمجها مع طرق أُخرى مختلفة سيتم إستعراضها بشكل مفصل.
المصائِد اللاصقة
المصائِد اللاصقة قد تكون علي هيئة وحدات مُسطحة بسيطة أوعلي هيئة وحدات مغلقة، غالبًا ما يكون بها طعم، لكي يحبس الحشرات في المادة اللاصقة. تلك المصائِد اللاصقة تستخدم بشكل واسع لرصد الآفات في الأماكن الداخلية والأماكن الزراعية. فالمصائِد المَخفية أوالفخاخ الصناعية المغطاة، تستغل ميول الحشرة للبحث عن مأوى في لحاءٍ غض أو في الشقوق أو في أي مكانٍ آخر محمي. والمصائِد المزودة بالطُعم غالبًا ما تُستخدم لجذب الحشرات من مخابِئها مثل «مخابئ الصراصير» وأنظمةٌ أُخرى مشابهة غالبًا ماتحتوي على مادةٍ لاصقةٍ بداخلها لحبس الحشرات.
مصائِد الحشرات الطائرة
هذه الفخاخ مُصممة للإمساك بالحشرات الطائرة أوالمحمولة بواسطة الرياح.
مصائِد إعتراض الطيران هي هياكل شبيهة بالشبكة أوشفافة بحيث تعيق الحشرات الطائرة وتجمعهم في قُمع. مصائد الحواجز تتكون من مِلاءة رأسية بسيطة أوحائط ينقل الحشرات للأسفل إلى حاويات التجميع. مصيدة مالايس هي نوع أكثر تعقيدًا، فهي عبارة عن مصيدة تشبه خيمة شبكية تُمسك بالحشرات التي تميل للطيران لأعلى بدل من لأسفل عندما تقابل عائقًا.
المصائِد الحوضية تسمى أيضًا «مصائِد الأحواض المائية»، هي أطباق ضَحلة بسيطة مُمتلئة بالمياه والصابون أومادة حافظة وعامل قاتل مثل مضاد التجميد. المصائد الحوضية تُستخدم لرصد حشرات المَن وحشرات صغيرة أخرى.
المصائِد الدلوية ومصائِد القنينة، أحيانًا ماتكون مزودة بأنبوب، فهي نسخ غير مُكلفة والتي تَسْتَخدِم طُعم أوجاذب للحشرات إلي داخل الدلو أوالقنينة المليئة بالمياه والصابون أو مضاد للتجميد. إن الشائع من أنواع مصائِد العث تكون من نوع مصائِد الدلو. ومصائِد القنينة تستخدم بشكل أوسع، وعادةً ما نستخدمها لجمع عينات لحصر تعداد بعض الآفات مثل الدبابير أوالخنافس.
مصائِد المِفصليات الأرضية
مصائِد الحُفَر تُستخدم مع المفصليات التي تبحث عن فرئِسُها ومؤنها أرضًا والتي لا تستطيع الطيران مثل خنافس الكارابيد والعناكب. تتكون مصائِد الحُفَر من دلوٍ أو حاويةٍ مدفونة تحت سطح التربة وبها أيضًا بعض من المواد المتفاعلة الأخري بحيث نجد أن لحافتها تكون ممتلئة بتلك المواد المتفاعلة.
مَجس الحبوب هو نوع من المصِائد التي تُستخدم لرصد آفات الحبوب المُخزنة، فإنها تتكون مِن أنبوبة إسطوانية طويلة بها عدة ثقوب على طولها والتي يمكن تركيبها علي أعماق داخل الحبوب.
مصائِد الخيام الارضية، تتكون من مخروط أوقُمع مقلوب علي إناء تجميع فوقه، وظيفتهم الإمساك بالحشرات اللذين يكمنوا في مرحلة العذراء تحت سطح التربة. تلك المصائِد يمكن إستخدامها لرصد ناقلات الأمراض مثل ذبابة الرمل الفليبوتومينية.
مصائِد المفصليات المائية
مصائِد الاعتراض المائي تحتوي عادةً على أقماع شبكية أو هياكل مخروطية تقود الحشرات إلي الإناء أوالزجاجة لتجميعها.
مصائِد الخيام المائية هي هياكل شبيهة بالأقفاص أو الخيمة، تُستخدم للإمساك بالحشرات المائية مثل الهاموش والذباب الكاديس والبعوض والأودوناتات عند انتقالهم من مرحلة الحوريات المائية لمرحلة البالغين الأرضيين. مصائِد الخيام المائية قد تَكون عائمة بِحُرية على سطح الماء أو مغمورة أو متصلة من علي بعد بالشاطئ.